# タイム・オブ・ザ・ウルフ
『タイム・オブ・ザ・ウルフ』（仏: Le Temps du loup、英: Time of The Wolf）はフランス・ドイツ・オーストリアの合作で2003年に制作された、ディストピア的な終末を描いたドラマ映画である。
カンヌ国際映画祭コンペティション外出品作品。シッチェス国際映画祭最優秀脚本賞受賞。

## あらすじ
（物語の舞台は、何らかの危機的な災害が起き、水や食糧不足に陥ったヨーロッパである。しかしこの物語において、どんな災害が起きたのかは語られることはない。描かれるのは、この世界における人々の姿であり、それ以外は重要ではないのだ）
一家四人は僅かな貯えを携えて、住んでいた街から別荘へとやって来た。しかし、そこには見知らぬ男とその家族が居座っており、男は彼らに銃を突きつける。説得を試みた夫・ジョルジュは射殺され、物資と車を奪われた妻・アンヌは、娘・エヴァ、息子・ベンを連れ、残った自転車で逃げ出す羽目になる。
この状況では、警察も彼らを助けてはくれず、知人も「親切のお返し」として僅かな食料を恵むばかりだ。当て処もなく彷徨う母と幼き姉弟はとある農家――そこでは無数の家畜が炎に焼かれていた――の小屋で一晩を過ごした。アンヌが食料調達に出払った時に、二人の子はベンが大事に飼っていた小鳥を逃がしてしまう。どうにかエヴァが小鳥を捕まえ、ベンはそれを自分の服の中に入れて眠りについたが、その結果として小鳥は死んでしまった。翌日の夜、新たに身を寄せた納屋でそれを埋葬した後、ベンは姿を消してしまう。アンヌは必死の思いで探しに出るが、その間にエヴァが起こした焚き火で納屋が焼け落ちてしまう。結局、ベンは夜明けに戻ってきた―――夜の内から近くへ来ていた、見知らぬ少年に捕まった状態で。
何とか少年と合流し、四人となった一行は南にある鉄道の貨物駅を目指す。少年の情報によると、そこに来る列車に乗って避難することが出来るというのだ。線路伝いに進む途中で、少年はヒツジの死骸を漁り、転がっている死体から上着を剥ぎ取り、親子に僅かな嫌悪感を抱かせる。すると、そこへ貨物列車がやって来た。彼らは止まるように呼びかけるが、列車は無視して通り過ぎる―――その列車には既に数多くの難民が乗っていた。
貨物駅にたどり着いた一行は、既にそこに着いていた人々と共同生活を送りながら、新たな場所へと導いてくれる列車を待つことになる。だが、その駅舎内のコミュニティもまた、当然のことながら彼らに安息をもたらしてはくれなかった。不足している水、食糧、物資を巡って争いが絶えなくなる。
そんな中、アンヌは、別荘でジョルジュを射殺した男と遭遇し、他の難民たちに被害を訴えるが、加害家族は嘘だと主張し、証拠を示せないアンヌたちは泣き寝入りせざるを得なかった。
民族や国籍の違いも争いに拍車をかけ、疑心暗鬼に陥った難民たちの混迷はさらに深まる。
希望を見出せない状況に、ベンの不安は募り、線路上に焚かれた火を見つめながら服を脱ぎ、裸で炎の中に入ろうとするが、かろうじて見張りの男に止められる。

## キャスト
- アンヌ - イザベル・ユペール
- ジョルジュ - ダニエル・デュヴァル
- エヴァ - アナイス・ドゥムースティエ
- ベン - ルーカス・ビスコム
- リセ - ベアトリス・ダル
- トーマス - パトリス・シェロー
- アリーナ - ローナ・ハートナー
- コスロフスキー - オリヴィエ・グルメ